# أديداس برازوكا

كرة أديداس برازوكا التي استخدمت في البطولة

أديداس برازوكا (بالإنجليزية: Adidas Brazuca)‏، هي الكرة الرسمية لبطولة كأس العالم 2014 في البرازيل، من إنتاج شركة أديداس الرياضية في ألمانيا، وهي أول كرة لبطولة كأس العالم يتم تسميتها من قبل المشجعين.

## التسمية
تم الكشف عن اسم الكرة يوم الأحد 2 سبتمبر 2012 بعد أن تم اختياره من قبل تصويت الجمهور، الذي نظمته اللجنة المنظمة المحلية وأديداس، حيث صوت أكثر من مليون من مشجعي كرة القدم في البرازيل. وقد تم اختيار اسم برازوكا Brazuca بعد أن حصل على 77.8٪ من الأصوات. وفقا للفيفا فإن معنى برازوكا «وهو مصطلح غير رسمي» «يستخدم من قبل البرازيليين لوصف فخرهم الوطني في البرازيل بطريقة حياتهم ومعيشتهم»، و «يعكس نهجهم لكرة القدم، حيث أنها ترمز عندهم للعاطفة، والفخر والشهرة للجميع». ويستخدم هذا المصطلح أيضا باللهجة العامية للبرازيليين وأصبح معروفاً في الخارج بسبب البرازيليين المهاجرين والمغتربين في جميع أنحاء العالم. أعطي خيارين آخرين للتصويت: بوسا نوفا (بالإنجليزية: Bossa Nova)‏ وحصل على نسبة 14.6% من الأصوات، والآخر كارنا فاليسكا (بالإنجليزية: Carnavalesca)‏ وحصل على نسبة 7.6% من الأصوات.

## الجوانب التقنية

التصميم الخاص لأديداس برازوكا التي لعبت بها المباراة النهائية لكأس العالم

- أديداس برازوكا مصنوعة من ستة طبقات من مادة البولي يورثين المتباعدة، التي تحافظ على نفس وزن واستدارة الكرة حتى في أوقات المطر الغزير.
- لم تصنع من قبل مطلقاً كرة بنفس شكل واستدارة برازوكا من حيث سرعة قذفها ومحافظتها على استدارتها في الهواء
- كرة برازوكا مصنوعة من الداخل من المطاط الطبيعي اللذي يوفر الارتداد المطلوب للكرة
- تصميم الكرة يبدو أكثر مثل أديداس فينال 13 (الكرة الرسمية لدوري أبطال أوروبا), أكثر من أديداس جابولاني المستخدمة في كأس العالم التي سبقتها في جنوب أفريقيا 2010
- أديداس برازوكا تتكون من اللون الأبيض اللؤلؤي / والأزرق الكحلي / وألوان متعددة تتناسب مع البرازيل، مع العلم بأنها ستكون الكرة الأكثر تلوناً بتاريخ كرات كأس العالم.

## الكشف
تم إزاحة الستار عن الكرة يوم الأربعاء 4 ديسمبر 2013 , قبل يومين من إجراء القرعة النهائية لكأس العالم 2014 , علماً بأن القرعة تضمنت أيضاً عرضاً ثلاثي الأبعاد 3D كشف الكرة لجميع الحضور.